# Othresypna intermedia
Othresypna intermedia là một loài bướm đêm trong họ Noctuidae.